# Angga Saputra
Angga Saputra (sinh ngày 30 tháng 11 năm 1993) là một cầu thủ bóng đá người Indonesia hiện tại thi đấu cho Madura United ở Liga 1.

## Sự nghiệp
Anh có màn ra mắt ở Liga 1 ngày 16 tháng 4 năm 2017.